# 昨日的泪水
《昨日的淚水》（日语：涙のイエスタデー）为GARNET CROW的第二十五张单曲。

## 解説
作詞为AZUKI七，作曲为中村由利，編曲为古井弘人。
此曲为为《名侦探柯南》演唱的第六首歌曲，也是为该动画演唱的《盛开在遗忘之后》之后3年再次演唱，同时作为片头曲为《Mysterious Eyes》之后7年再次演唱。
这张单曲中的《泪之往昔》为包含Indies时期Garnet Crow歌曲的第100首歌曲。发售日的2007年7月4日为歌手中村由利30歲的生日。
此曲中村说是隔了很久重新创作的歌曲，演示带在2007年1月就做出来了。当初主题曲的伴奏曲并没有预定收录其中，于是决定紧急收录。封面照片为《要说昨天的披头士乐队》，而且好像以披头士乐队的LP盘为基础创作。封面上乐队的名字也硬要用片假名表示。唱片的形式也用了黑胶唱片。据说PV也是与19世纪60年代的复古风格相关。而且，PV分为全篇彩色和一部分镜头黑白两种类型、編曲也有一部分不一样。
作为《名侦探柯南》的片头曲使用的音源和CD中收录的音源有一部分不一样。在专辑《LOCKS》中收录了重新排版的专辑版本，不过，专辑中收录了接近在《名侦探柯南》中流动音源形式的曲子。
在为《名侦探柯南》演唱歌曲之后的第507话《卡拉OK厅的死角（前篇）》（日语：カラオケボックスの死角（前編））中，江户川柯南・毛利兰・铃木圆子三人以卡拉OK形式演唱了此曲。

## 收录歌曲
1. 涙のイエスタデー
  - 读卖电视台・日本电视台全国动画《名侦探柯南》片头曲
2. Go For It
3. 一番素敵だった日
4. 涙のイエスタデー (Instrumental)

| 动画《名侦探柯南》片头曲 2007年6月18日 - 2007年9月3日 |                          |                              |
| 前作: 三枝夕夏IN db 《乘着白云》                      | GARNET CROW 《泪之往昔》 | 次作: ZARD 《Glorious Mind》 |